# Mamutica
Mamutica je najveća stambena zgrada tzv. neboder (po obujmu) u Zagrebu, a također se ubraja među najveće stambene zgrade u Europi. Nalazi se u istočnom dijelu Novog Zagreba, u kvartu Travno.
Izgradila ju je Industrogradnja 1974. prema projektu prof. Đure Mirkovića i Nevenke Postružnik. Cijelo je zdanje dugačko oko 240 m, visina iznosi 60 m i ima 19 naseljenih katova. U njoj stanuje oko 5000 ljudi u 1169 stanova i 6 ulaza (velika Mamutica) i 3 ulaza (mala Mamutica). U sklopu Mamutice je i 256 garaža u prizemlju te 24 lokala na razini platoa, a ukupna vrijednost iznosi 135,7 milijuna eura.

## Zanimljivosti
Dok je Miroslav Kollenz osmišljavao urbanistički plan novozagrebačkog naselja Travno, radi lakšeg snalaženja u masi nizova zgrada s brojnim ulazima, objekte nazvao imenima poljskog cvijeća, a postojala je i ideja da se svaka zgrada, odnosno ulaz uočljivo označi simbolom svog naziva. No, ta ideja ipak nije ostvarena i za nju se praktično ne zna. Tako je njegova Tratinčica danas poznata kao – Mamutica.

## Vanjske poveznice
|  | Zajednički poslužitelj ima još gradiva o temi Mamutica |

- Registar moderne i postmoderne zagrebačke arhitekture